# デッドショット
デッドショット（Deadshot）は、DCコミックスの出版するアメリカン・コミックスに登場する架空のスーパーヴィラン。ボブ・ケインとデヴィド・V・リード、ルー・シュワルツによって創造され、1950年に初登場した。

## 人物
本名：フロイド・ロートン（Floyd Lawton）
フリーの殺し屋。消音銃が仕込まれてあるガントレット等様々な武器を使いこなし、防弾絶縁スーツと暗視・赤外線直視が出来るヘルメットを着用している。依頼の成功率が高く有名人だが、バットマンが関わった案件に関してはそのほとんどが失敗している（ターゲットがヴィランだったときも含めて）。
バットマンに敗れ捕えられた際、スーサイド・スクワッドにスカウトされる。自殺志願者だった彼は、自分にとっての最高の死に場所をえるためにも、そのスカウトを承諾する。スーサイド・スクワッドの一員として活躍し、リーダー的存在となっていく。スーサイド・スクワッドは、政府独自のバウンティ・ハンター集団としてヴィランなどと戦うが、捕えられたヴィランによる集団のためやりすぎるきらいがあり、ヒーローたちとも意見が対立することがある。

## 書誌情報
- スーサイド・スクワッド：デッドショット

2017年2月22日発売。ISBN 978-4796876513
- スーサイド・スクワッド：ブラック・ヴォールト

2017年10月11日発売 ISBN 978-4796876902
- スーサイド・スクワッド：ゴーイング・セイン

2018年3月7日発売 ISBN 978-4796877138
- ジャスティス・リーグ VS. スーサイド・スクワッド

2018年3月22日発売 ISBN 978-4796877244

## スピンオフ
タイニー・タイタンズ
DCコミックスのサイドキック達が小学生となった日常を描いた作品。シークレット・シックスという名のサッカーチームの選手として登場する。

## 映画
『スーサイド・スクワッド』(2016年)
演 - ウィル・スミス。日本語吹替 - 東地宏樹

## ドラマ
ヤング・スーパーマン
演 - ブラッドレイ・ストライカー
第10シーズン（ファイナル・シーズン）に登場。
ARROW/アロー
演 - マイケル・ロウ。日本語吹替 - 志賀麻登佳
第1シーズン第3話「凶弾」で初登場。第2シーズン第16話「スーサイド・スクワッド」からスーサイド・スクワッドに参加している。

## アニメ
ジャスティス・リーグ (2001年-2004年)
声 - マイケル・ローゼンバウム
シーズン1の第6話「水面下の敵 PART 1」、シーズン2第31話「悪夢 PART 1」、第45話「消えた英雄 PART 1」、第46話「消えた英雄 PART 2」で登場。
ジャスティス・リーグ・アンリミテッド (2004年-2006年)
声 - マイケル・ローゼンバウム
シーズン2の第17話「Task Force X」で登場。
バットマン ゴッサムナイト (2008年)
声 - ジム・メスキメン
「デッドショット」に登場。ロシアンマフィアに雇われ、ゴードン長官の命を狙う。銃を武器とするデッドショットに対し、両親の死の原因となった銃を使いたくないバットマンという対比が描かれる。
スーパーマン/バットマン:パブリック・エネミー (2009年)
声 - 無し
バットマン:アサルト・オン・アーカム (2014年)
声 - ニール・マクドノー
デッドショット、ハーレイ・クイン、キャプテン・ブーメラン、ブラックスパイダー、キング・シャーク、キラーフロスト、KGビーストからなるスーサイド・スクワッドの活躍を描いた作品。
スーサイド・スクワッド:ヘル・トゥ・ペイ (2018年)
声 - クリスチャン・スレーター
異世界スーサイド・スクワッド (2024年)
声 - 山口令悟

## ゲーム
バットマン アーカム・シティ (2011年)
バットマン アーカム・ビギンズ (2013年)
バットマン アーカム・ナイト (2015年)
いずれも声優はクリス・コックス。
インジャスティス モバイル (2013年)
「Suicide Squad - Injustice Mobile」 - YouTube
インジャスティス2 (2017年)
対戦型格闘ゲーム。プレイアブルキャラクターとして登場している
「Official Harley and Deadshot Trailer - Injustice 2」 - YouTube
いずれも声優はマシュー・マーサー。
レゴ®DCスーパーヴィランズ (2018年)
声 - マシュー・マーサー